# أندرو ديفيز (لاعب كريكت)
أندرو ديفيز (7 نوفمبر 1976 - )  (بالإنجليزية: Andrew Davies)‏ هو لاعب كريكت بريطاني.